# Brachystele
Brachystele é um género botânico pertencente à família das orquídeas (Orchidaceae). Foi publicado por Schlechter em Beihefte zum Botanischen Centralblatt 37(2): 370, em 1920. Seu lectótipo foi designado por Cabrera como Brachystele unilateralis (Poir.) Schltr. em DAGI publicaciones Tecnicas 1: 16, em 1842, anteriormente conhecida como Ophrys unilateralis Poir.. O nome do gênero vem do grego brachys, curto, e stele, coluna, em referência ao formato da coluna de suas flores.
Compõem este gênero vinte uma espécies, parecidas com Sauroglossum e Odontorrhynchus, distribuídas em três áreas distintas, ao norte, desde o leste do México até o estado brasileiro do Pará, no leste da Bolivia e norte do Chile, e do Sul da Bahia até o Uruguai e norte da Argentina, do nível do mar até 2300 metros de altitude, em habitats muito variáveis, normalmente em ensolaradas campinas secas e rochosas, sujeitas a incêndios ocasionais, mas também em florestas tropicais abertas e áreas.
São plantas pequenas, terrestres ou rupícolas, sem pseudobulbos, com raízes carnosas e fasciculadas em curto rizoma, responsáveis pela sobrevivência da planta em caso de incêndios. Uma ou poucas folhas herbáceas basais, pecioladas, formando uma roseta, normalmente ausentes durante a floração. Inflorescência pequena mas robusta, densamente florida no quarto final. Apresentam flores semitubulares, minúsculas, externamente pubescentes e amareladas, verde ou alvacentas internamente, com labelo curto e largo.

## Espécies
1. Brachystele arechavaletae (Kraenzl.) Schltr., Beih. Bot. Centralbl. 37(2): 372 (1920).
2. Brachystele bicrinita Szlach., Fragm. Florist. Geobot. 41: 849 (1996).
3. Brachystele bracteosa (Lindl.) Schltr., Beih. Bot. Centralbl. 37(2): 372 (1920).
4. Brachystele burkartii M.N.Correa, Darwiniana 10: 160 (1953).
5. Brachystele camporum (Lindl.) Schltr., Beih. Bot. Centralbl. 37(2): 372 (1920).
6. Brachystele chlorops (Rchb.f.) Schltr., Beih. Bot. Centralbl. 37(2): 373 (1920).
7. Brachystele cyclochila (Kraenzl.) Schltr., Beih. Bot. Centralbl. 37(2): 373 (1920).
8. Brachystele delicatula (Kraenzl.) Schltr., Beih. Bot. Centralbl. 37(2): 373 (1920).
9. Brachystele dilatata (Lindl.) Schltr., Beih. Bot. Centralbl. 37(2): 373 (1920).
10. Brachystele guayanensis (Lindl.) Schltr., Beih. Bot. Centralbl. 37(2): 373 (1920).
11. Brachystele luzmariana Szlach. & R.González, Bol. Inst. Bot. (Guadalajara) 5: 390 (1998).
12. Brachystele maasii Szlach., Fragm. Florist. Geobot. 41: 847 (1996).
13. Brachystele oxyanthos Szlach., Fragm. Florist. Geobot. 41: 846 (1996).
14. Brachystele pappulosa Szlach., Fragm. Florist. Geobot. 41: 848 (1996).
15. Brachystele pedicellata (Cogn.) Garay, Bot. Mus. Leafl. 28: 304 (1980 publ. 1982).
16. Brachystele scabrilingua Szlach., Orchidee (Hamburg) 44: 202 (1993).
17. Brachystele subfiliformis (Cogn.) Schltr., Beih. Bot. Centralbl. 37(2): 374 (1920).
18. Brachystele tamayoana Szlach., Rutk. & Mytnik, Ann. Bot. Fenn. 41: 472 (2004).
19. Brachystele unilateralis (Poir.) Schltr., Beih. Bot. Centralbl. 37(2): 374 (1920).
20. Brachystele waldemarii Szlach., Fragm. Florist. Geobot. 41: 850 (1996).
21. Brachystele widgrenii (Rchb.f.) Schltr., Ark. Bot. 1: 188 (1926).